# Кухаренко, Евгений Иванович
Евгений Иванович Кухаренко (укр. Євгеній Іванович Кухаренко; 31 августа 1937, Штеровка, Луганская область, УССР — 10 июня 1994, Киев, Украина) — советский и украинский хирург общего профиля, кандидат медицинских наук, заслуженный врач УССР, главный хирург и заведующий хирургическим отделением клинической больницы «Феофания» Четвёртого главного управления  при Министерстве здравоохранения Украины (1975—1993).
Признан лучшим диагностом Киева 80-90х годов. Мастерски выполнял абдоминальные операции наивысшей сложности. 
Несмотря на всеобщее уважение, признание среди коллег, пациентов и своего учителя Шалимова А.А.,  Евгений Иванович отказывался от продвижения  по службе, так как не видел себя в роли лишь организатора и руководителя . Он  находил свое призвание в практической медицине (лечении больных, работе руками в опреционной)  и поэтому оставался заведующим отделения до конца жизни, которая оборвалась на 56 году в связи с тяжёлой болезнью.
Коллеги-соратники:  С.К.Терновой, В.С.Земсков, С.А.Шалимов, В.Ф.Саенко, И.И.Сухарев,  В.Н. Полупан и др.  

## Биография
Родился 31 августа 1937 в посёлке Штеровка Луганской области УССР. Средний из трех детей (старший брат Станислав, младший Валерий). Окончил Штеровскую среднюю школу с медалью (1945—1954).
Вместе с лучшим другом,  с которым договорились учиться вместе, подал документы в Харьковский авиационный институт. Хотел стать конструктором самолетов. Но так как друг не прошел по здоровью, Евгений Иванович забрал документы из ХАИ и поступил в Харьковский государственный медицинский институт (ХГМИ), куда приняли обоих.
В 1961 году закончил Харьковский медицинский институт с красным дипломом. Получил квалификацию врача-хирурга общего профиля.
По собственному желанию отработал 3 года в казахстанской глубинке вопреки приглашению продолжить обучение в аспирантуре по хирургии в ХГМИ. Вернувшись в Харьков устроился на работу в больницу № 20 где поработал 1 год. После чего, решив углублять свои знания в хирургии, устроился в Харьковский НИИ общей и неотложной хирургии, возглавляемый в то время профессором, доктором медицинских наук А. А. Шалимовым. Как соискатель учёной степени кандидата медицинских наук написал за 2 года и защитил в 1970 году диссертацию.
Получил звание доцента, работая на кафедре торако-абдоминальной хирургии ХМАПО(г. Харьков).
В 1973 году — награждён нагрудным знаком «Отличник здравоохранения».
С 1975 года — главный хирург и заведующий хирургическим отделением клинической больницы «Феофания» Четвертого главного управления при МОЗ УССР. (Направлен на работу в город Киев согласно приказу Министерства здравоохранения УССР по рекомендации своего руководителя, Шалимова А.А.)
1980 год — получил почетное звание «Заслуженный врач УССР».
С 1983 года — член Всесоюзного научного общества хирургов СССР.
В 1986 году награждён орденом Дружбы народов (за научный вклад в развитие медицини союзных республик);
В 1986 году так же награжден медалью «Ветеран труда УССР».
1992 год - награжден медалью ликвидатора последствий аварии на ЧАЭС.

## Научные публикации
1. Диагностика малых раков желудка (Методические рекомендации) /  П.И. Пасечник, А.М. Крейдич, Е.И. Кухаренко, И.В. Даценко, Г.А. Яцюта. Ответственный за издание член-корр. АН УССР, проф.  К.С.Терновой// Четвертое главное управление МОЗ УССР. - К.:  Радомышль райтипрография, 1980;
2. Диагностика основных локализаций злокачественных опухолей  (Методические рекомендации) / О.И. Дущенко (рак тела матки, яичников), Р.И. Егорова (рак кожи), кандидат меднаук   Е.И. Кухаренко (рак пищевода), Г.М. Майструк (рак почек и лоханок), В.С. Москаленко (рак желчного пузыря и ж. путей), Г.П. Моцная (рак шейки матки), Е.А. Нежельская (рак гортани), Ф.И. Пионтковский (рак прямой кишки), кандидат меднаук Л.Г. Плужников (рак предст.железы, мочевого пузыря, яичек), кандидат меднаук А.Е. Руденко (опухоли головного и спинного мозга), А.Г. Олофинская (рак молочной железы), доктор меднаук Н.Ф. Скопиченко (рак легкого, желудка, поджел. железы, толстой кишки, первичн. рак печени). Ответственные за издание профессор  К.С.Терновой и д.м.н. Н.Ф. Скопиченко // Четвертое главное управление МОЗ УССР. - К.:  Радомышль райтипрография, 1976. - 60 с;
3. Тонкокишечная эзофагопластика при рубцевых сужениях и после резекции пищевода по поводу рака / Е.И. Кухаренко, В.П. Далавурак, А.А, Сергиенко, А.Г. Винниченко //  Хирургия органов пищеварения. "Здоровье", Киев - №4. - 1975. - С. 26-29;
4. Кухаренко Е.И. О причинах расстройств кровообращения в тонкокишечных трансплантатах при пластике пищевода / Е.И. Кухаренко // Клиническая хирургия. 1970. - №4. - С. 35-40[2];
5. Консервативное лечение больных с облитерирующим атеросклерозом артерий нижних конечностей в стадии декомпенсации // В.С. Москаленко, Е.И. Кухаренко // Тезисы докладов научно-практической кеонференции. Профилактика, диагностика и лечение неотложных состояний. 2-3 июля 1977. - К.: "Здоровье", С. 158-160;
6. Новый способ повышения жизнеспособности тощей кишки, мобилизируемой для эзофагопластики по способу Ру-Герцена / Е.И. Кухаренко, А.Г. Винниченко //  Сборник научных работ по рационализации и изобретениям в терапевтической и  хирургической практике. - Харьков: 1970. - Випуск 1. - С. 26-31;
7. Оценка тонкого и правой половины толстого кишечника, как пластического материала приминительно к эзофагопластике / Е.И. Кухаренко, А.Г. Винниченко, // Сборник научных работ молодых ученых института. - Харьков: 1970. - С.116-119;
8. Кухаренко Е. И. Сравнительная оценка основных способов пластики искусственного пищевода тонким и толстым кишечником. Автореф. дисс. канд мед. наук. Харьков, 1970;
9. Клинико-рентгенологическое изучение морфологии и функции искусственного пищевода / А. Винниченко, Г. Григорян, В. Далавурак, Е. Кухаренко // Сборник научных работ по клинической патофизиологии и биохимии. Украинский институт усовершенствования врачей. - Харьков: 1970. - С. 179-182;
10. Тезисы докладов республиканской конференции. К вопросу о декомпрессии желудка после эзофагопластики / Е.И. Кухаренко, В.С. Москаленко, Г.А. Яцута // Восстановителлная хирургия органов пищеварительного тракта.  Киев, 19-20 января 1978 г. - С. 59-60;
11. Хирургическая тактика при полипозе желудка и толстой кишки / Е.И. Кухаренко, Г.А. Яцута // Материалы второй научно-практичной конференции. Четвертое гравное управление при МОЗ  Грузинской ССР.  - Боржоми-Ликани: 1979, С.104-106;
12. Достижения в хирургическом лечении злокачественных опухолей пищевода на Украинне за годы Советской власти / Е.И. Кухаренко, А.А. Шалимов, А.Г. Винниченко // Клиническая хирургия. 1967. № 12 - С. 1-6[3];
13. Тезисы докладов республиканской конференции.  К вопросу диагностики острых оклюзий сосудов нижних конечностей / Е.И. Кухаренко, В.С. Москаленко, Г. Г. Бабич // Острая патология магистральных сосудов, Ивано-Франковск, 28-29 сентября 1978 г.  - К.: 1978. - С.  69 - 70;
14. Рациональная терапия гнойных ран / Е.И. Кухаренко, В.С. Москаленко // Профилактика гнойной инфекции в хирургии. МОЗ УССР. - Хмельницкий: 1977. - С. 71-72;
15. Некоторые особенности инфузионной терапии больных после эзофагопластики / Е.И. Кухаренко, А.Г. Винниченко, Ю.И. Винников / Общая и неотложная хирургия. Предоперационная подготовка, послеоперационный период // "Здоровье", Киев - №4. - 1973. - С. 153-155;
16. О ведении послеоперационного периода у больных после пластики пищевода / А. Винниченко, Е. Кухаренко, А. Дикий  // Сборник научных работ по клинической патофизиологии и биохимии. Украинский институт усовершенствования врачей. - Харьков: 1970. - С. 30-33.
17. О задачах диспансерного наблюдения при холецистите // Е.И. Кухаренко, В.М. Балануца, В.С. Москаленко, В.В. Сухоносов, А.И. Иваненко // Тезисы докладов научно-практической кеонференции. Профилактика, диагностика и лечение неотложных состояний. 2-3 июля 1977. - К.: "Здоровье", С. 149-151;
18. Кухаренко Е.И. О профилактике некзоров тощей кишки, функционирующей в качестве искусственного пищевода / Е.И. Кухаренко //  Актуальные вопросы общей и неотложной хирургии. - К.: 1970. - №1. - С. 182-183.
19. Intr-abdominal hernias simulating nonorganic retroperitoneal tumors /Kukharenko EI, Koren'kov PP, Pasechnik PI./ Klin Khir. 1980 Feb;(2):38[4].
20. Serotonin metabolism in ulcer disease. / Gubskiĭ VI, Dalavurak VP, Eloev VA, Kukharenko EI./ Vrach Delo. 1976 Mar;(3):78-81[5].

В 90-х годах начал работу над докторской диссертацией, посвящённой клиническим и генетическим исследованиям онкологической патологии пищеварительной системы. (При поддержке д.б.н, академіка, Гершензона С.М.)

## Хобби и жизненные ценности
Кумир в профессии — Сергей Сергеевич Юдин.
Хобби: рыбалка, шахматы, резьба по дереву, тяжёлая атлетика (штанга).
Кроме медицины, увлекался палеоантропологией, эволюционной биологией. Написал книгу "О происхождении человека".
Убеждения: Евгений Иванович склонялся к идеям гуманизма и космополитизма. 
Считал неприемлемым для себя охоту на животных и их убийство как более слабых.